# Fontenay-sous-Bois
Fontenay-sous-Bois je vzhodno predmestje Pariza in občina v departmaju Val-de-Marne osrednje francoske regije Île-de-France. Leta 2020 je imel Fontenay-sous-Bois okrog 51.000 prebivalcev.

## Administracija
Fontenay-sous-Bois je sedež dveh kantonov:
- Kanton Fontenay-sous-Bois-Vzhod (del občine Fontenay-sous-Bois: okrog 25.000 prebivalcev),
- Kanton Fontenay-sous-Bois-Zahod (del občine Fontenay-sous-Bois: 25.376 prebivalcev).

## Zgodovina
Fontenay-sous-Bois je bil v srednjem veku znan pod imenom Fontanetum, v pomenu »izvira«.
Občina je imela več imen, kot so Fontenay-les-Bois (francosko pri gozdu), Fontenay-sur-le-Bois (ob gozdu) in Fontenay-sous-Bois (pod gozdom). Slednji se je v zgodnjem 19. stoletju prijel in obdržal vse do danes. Gozd v imenu občine se nanaša na Vinceneski gozd (Bois de Vincennes), ki je bil leta 1929 izločen iz nje in dodeljen ožjemu Parizu. Fontana Rosettes je bila med drugo svetovno vojno izgubljena.